# Геннадий (Качалов)
Геннадий Качалов — один из видных деятелей старообрядческого раскола в Поморском крае.

## Биография
Геннадий Качалов родился в городе Новгороде; происходил из дворянской фамилии Качаловых. По принятии монашества долгое время жил в Соловецком монастыре. Здесь он приобрёл всеобщее уважение к себе своей настроенностью и монашеским послушанием. За свои труды он был удостоен почетного звания соборного старца.
Во время Соловецкого возмущения, вероятно, был одним из идейных, но не активних, руководителей церковно-обрядовой оппозиции, свившей себе прочное гнездо за стенами суровой обители. Когда Соловецкое восстание окончилось, соборный старец Геннадий был вызван в Москву и здесь заключён под стражу в Новоспасском монастыре. Но вскоре он бежал отсюда на реку Тихвинку, впадающую в Сясь, и поселился здесь в хижине, построенной для него одним из его почитателей, «неким христолюбцем Фаддеем». В пустыни, которую он так восхвалял, Геннадий прожил сравнительно недолго: вскоре он был взят под стражу по обвинению в пропаганде «раскола».
Некоторое время содержался в Тихвинском Богородичном Успенском монастыре, а затем уже был отправлен в Новгород. Это было, вероятно, в конце 1682 или в начале 1683 года. После увещания, закончившегося полной неудачей, Геннадий, по распоряжению митрополита Киприана, был отправлен для темничного заключения в Клопский Свято-Троицкий монастырь, близ Новгорода. Здесь он томился не более полугода: летом того же 1683 года он бежал из своего заключения. На этот раз Геннадий скрывался более удачно, и поиски его были очень продолжительными.
Первоначально он скрылся у какого-то «христолюбца», неподалёку от Новгорода, затем бежал в Олонецкий край (позднее Олонецкая губерния), где жил в селе Толвуй, откуда бежал на Повенец, а отсюда на реку Нюхчу, где поселился в пустыни «близ моря-окияна». Здесь он прожил шесть лет и после этого переселился на Выг, где и окончил свою скитальческую жизнь в 1696 году.
В истории поморского раскола Геннадий имел очень большое значение. Он не был активным борцом, как, например, протоирей Аввакум и другие, но он являлся несокрушимым нравственным авторитетом для старообрядцев в раннюю пору жизни раскола. Про него рассказывают, что он обладал «даром слёз», его слезливость умиляла всех; от слёз и рыдания он приходил в забвение «на мног час» и даже ослеп от слёз. Такой своей настроенностью он способствовал утверждению и распространению раскола, может быть, в большей степени, нежели открытые выступления в защиту его. Его постоянные восхваления пустыни и жизни в ней незаметно, но верно подготовляли ту почву, на которой возникли такие старообрядческие толки, как странничество и бегунство.
С именем Геннадия не связывают никаких писаний; возможно, он ничего не писал или его труды не дошли до нас. До настоящего времени сохранилось его житие, под заглавием: «Краткое сказание о подвизех инока Геннадия», написанное неизвестным автором, вероятно, много лет спустя после смерти старца, так как составитель сам говорит, что он передал письменно то, что ему удалось «слышать» о Геннадии от прежде бывших в Выгорецкой пустыни древних обитателей. Это «Житие» не может быть признано точным и вполне достоверным историческим источником, но для истории раскола оно, конечно, имеет известное значение. Житие сохранилось в трёх списках: а) ркп. Публичной Библиотеки, О. XVII, 48, лл. 163—183; б) ркп. Об-ва любителей древней письменности, из собрания князя Вяземского, О. III, лл. 43— 90; в) ркп. того же об-ва и собрания, О. VI, лл. 267—285. Все эти три списка — одной редакции.